# Yoshirō Maeda
Yoshirō Maeda (jap. 前田吉朗 Maeda Yoshirō; ur. 31 października 1981 w Takamatsu) – japoński zawodnik mieszanych sztuk walki, król Pancrase w wadze piórkowej z 2006 oraz mistrz DEEP w wadze koguciej z 2012. Walczył m.in. dla PRIDE FC, WEC, DREAM czy World Victory Road.

## Kariera MMA
W MMA zadebiutował 11 maja 2002 na gali Pancrase, remisując z Mikio Takeuchim. W 2003 wygrał prestiżowy turniej dla młodych zawodników Pancrase Neo-Blood w wadze piórkowej. Do 2005 był niepokonany, uzyskując bilans 13-0-3 i pokonując m.in. Masakazu Imanariego. 22 maja 2015 przegrał na gali PRIDE Bushido 7 z Amerykaninem Charlesem Bennettem przez KO, notując pierwszą zawodową porażkę. 2 grudnia 2005 doszedł do finału turnieju DEEP, w którym uległ w rewanżu Imanariemu.
27 sierpnia 2006 został Królem Pancrase w wadze piórkowej, pokonując w mistrzowskim pojedynku Daiki Hatę. Tytuł obronił 27 kwietnia 2007, wypunktowując byłego mistrza Cage Warriors Brytyjczyka Danny’ego Battena. Pod koniec roku zwakował tytuł, po czym związał się z amerykańską organizacją World Extreme Cagefighting, gdzie w debiucie 13 lutego 2008 znokautował kopnięciem w korpus Charliego Valencię. Do końca roku stoczył jeszcze dwa pojedynki dla WEC, oba przegrane przed czasem z Miguelem Torresem o pas mistrzowski oraz Rani Yahyą, po czym został zwolniony z organizacji.
W latach 2009–2012 walczył głównie dla DREAM, World Victory Road: Sengoku oraz DEEP, gdzie w tym ostatnim został mistrzem w wadze koguciej, poddając Takafumi Otsukę (18 lutego 2012). W tym czasie zwyciężał utytułowanych zawodników takich jak Chase Beebe (były mistrz WEC) i Masanori Kanehara (były mistrz WVR Sengoku) czy pochodzącego z Brazylii Klebera Erbsta. Notował natomiast porażki m.in. z Hiroyuki Takayą, Bibiano Fernandesem czy w obronie mistrzowskiego pasa DEEP z Daiki Hatą. 20 października 2013 zremisował z Mamoru Yamaguchim.

## Osiągnięcia

### Mieszane sztuki walki
- 2003: Pancrase Neo-Blood – 1. miejsce w turnieju wagi piórkowej (ok 66 kg)
- 2005: DEEP Featherweight Tournament – 2. miejsce w turnieju wagi piórkowej
- 2006–2008: król Pancrase w wadze piórkowej
- 2012−2013: mistrz DEEP w wadze koguciej (-57 kg)